# Kungariket Dalmatien
Kungariket Dalmatien (kroatiska: Kraljevina Dalmacija, tyska: Königreich Dalmatien, italienska: Regno di Dalmazia) var en administrativ enhet inom kejsardömet Österrike, sedermera Österrike-Ungern, som ägde bestånd mellan 1815 och 1918 och hade den österrikiske kejsaren som kung. Dess huvudstad var Zara (Zadar). Kungariket omfattade dagens Dalmatien i Kroatien samt ett mindre område kring Kotorbukten.

## Historia
Kungariket Dalmatien grundades 1815 sedan Österrike-Ungern besegrat det franska kejsardömet i krig och därmed återtagit de områden som fransmännen intagit och ockuperat 1809-1815 och som de kallade för de illyriska provinserna. Av den södra delen av de illyriska provinserna skapade österrikarna kungariket Dalmatien. Efter första världskriget, Österrike-Ungerns upplösning och skapandet av Serbernas, kroaternas och slovenernas kungarike upplöstes kungariket Dalmatien. Av de områden som tidigare varit en del av kungariket skapades nya administrativa enheter inom Serbernas, kroaternas och slovenernas kungarike. 

## Politik
Kungariket Dalmatien var ett österrikiskt kronland och hörde till den österrikiska rikshalvan av dubbelmonarkin och var därmed representerad i Riksrådet (Reichsrat), det österrikiska parlamentet i Wien. Den regionala dalmatinska lantdagen (Dalmatinski sabor) hade sitt säte i huvudstaden Zara och valde bland annat representanter till Riksrådet i Wien. Folkpartiet som representerade den kroatiska majoriteten arbetade länge för att kroatiska skulle införas som administrativt språk och för att kungariket Dalmatien administrativt skulle förenas med kungariket Kroatien och Slavonien inom Österrike-Ungern.

## Demografi
Den etniska fördelningen enligt folkräkningen 1880:
- kroater: 371 565
- serber: 78 714
- italienare: 27 305

Större städer (1900)
- Zara (Zadar): 13 016 invånare (Huvudstad)
- Spalato (Split): 18 547 invånare
- Sebenico (Šibenik): 10 072 invånare
- Ragusa (Dubrovnik): 8 437 invånare

## Guvernörer
- Franjo Tomašić (1813-1831)
- Wenzeslau Lilienberg Water (1831-1841)
- Ivan August Turszky (1841-1847)
- Matija Rukavina (1847)
- Josip Jelačić (1848-1859)
- Lazar Mamula (1859-1865)
- Franjo Filipović (1865-1868)
- Johann Wagner (1868-1869)
- Gottfried Auersperg (1869)
- Julius Fluk von Leidenkron (1869-1870)
- Gavrilo Rodić (1870-1881)
- Stjepan Jovanović (1882-1885)
- Ludovik Comaro (1885-1886)
- Dragutin Blažeković (1886-1890)
- Emil David (1890-1902)
- Erasmus Handel (1902-1905)
- Nicola Nardelli (1905-1911)
- Mario Attems (1911-1918)